# Marquesado de la Torre de las Sirgadas
El marquesado de la Torre de las Sirgadas es un título nobiliario español, de Castilla. Fue creado el 31 de octubre de 1694 por el rey Carlos II, a favor de Luis Pacheco Portocarrero, señor de la Torre de las Sirgadas, caballero de la Orden de Santiago.

## Denominación y mayorazgo
La denominación de este marquesado alude a una torre de vigilancia y aduana que controlaba el tránsito de las sirgadas por el río Guadalquivir. Las sirgadas eran unas barcazas que transportaban mercancías navegando el río «a la sirga», es decir: llevadas desde la orilla por personas y animales que tiraban de ellas mediante sirgas o maromas.
Los marqueses de la Torre de las Sirgadas siempre estuvieron muy unidos al Reino de Sevilla, en Andalucía, especialmente con la actual provincia de Cádiz y con el condado de la Puebla del Maestre, villa que perteneció al Arzobispado de Sevilla.
El mayorazgo de esta casa, por el que se rige la sucesión del título, fue fundado en 1514 por Pedro Portocarrero el Sordo, VIII señor de Moguer y VI de Villanueva del Fresno, del Consejo de los reyes Juana I y Carlos I, alcalde mayor de las ciudades de Sevilla y Jerez de los Caballeros, comendador mayor de Castilla en la Orden de Santiago, y por Juana de Cárdenas, su mujer, II señora de la Puebla del Maestre. Estos señores instituyeron cuatro mayorazgos en favor de sendos hijos del matrimonio por escritura que otorgaron en Villanueva del Fresno el 19 de diciembre de 1514, con facultad de los Reyes Católicos dada en Logroño el 15 de agosto de 1495. El cuarto de ellos fue el de la Torre de las Sirgadas, por el que vincularon este estado y otros bienes en favor de Alfonso Pacheco Girón, su quinto hijo varón, que ya figuraba como I señor de dicha jurisdicción.
El primer poseedor del señorío y mayorazgo era hermano de Juan Portocarrero (c.1475-1544), I marqués de Villanueva del Fresno y IX señor de Moguer, y de Alonso de Cárdenas (c.1475-1541), I conde de la Puebla del Maestre, en quienes fundaron sus padres los dos primeros mayorazgos, y de Garci López Portocarrero o López de Cárdenas (c.1490-1525), señor de las villas de Alcalá de la Alameda y Chucena, que hubo el tercer vínculo, de quien provinieron los marqueses de Alcalá de la Alameda. Mediado el siglo XVIII, por extinción de línea y tras un complicado pleito, recayó en los marqueses de las Sirgadas la casa de la Puebla del Maestre, condecorada poco después con la grandeza de España.

## Lista de señores y marqueses
|                                                              | Titular                                                        | Periodo                             |
| Señores de la Torre de las Sirgadas                          | Señores de la Torre de las Sirgadas                            | Señores de la Torre de las Sirgadas |
| ------------------------------------------------------------ | -------------------------------------------------------------- | ----------------------------------- |
| I                                                            | Alfonso Pacheco Girón                                          |                                     |
| II                                                           | Pedro Portocarrero                                             | -1574                               |
| III                                                          | Alonso Pacheco Portocarrero                                    | 1574-1587                           |
| IV                                                           | Pedro Portocarrero                                             | 1587-                               |
| V                                                            | Luis Pacheco Portocarrero                                      | -1631                               |
| VI                                                           | Alonso Antonio Pacheco Portocarrero y Mendoza                  | 1631-                               |
| VII                                                          | Luis Pacheco Portocarrero y Ocampo (el I marqués)              | -1705                               |
| Marqueses de la Torre de las Sirgadas Creación por Carlos II |                                                                |                                     |
| I                                                            | Luis Pacheco Portocarero y Ocampo                              | 1694-1705                           |
| II                                                           | Alfonso Dionisio Pacheco Portocarrero y de Vega                | 1705-1731                           |
| III                                                          | Luis Pacheco Portocarrero de Vega y Cárdenas Silva             | 1731-1751                           |
| IV                                                           | Isabel María Pacheco Portocarrero y Cárdenas                   | 1751-1782                           |
| V                                                            | Francisco de Paula de Córdoba y Pacheco                        | 1782-1819/24                        |
| VI                                                           | Francisco de Paula Fernández de Córdoba y Fernández de Córdoba | 1819/24-1858                        |
| VII                                                          | Fausto Fernández de Córdoba y Vera de Aragón                   | 1859-1869                           |
| VIII                                                         | María del Pilar Fernández de Córdoba y Frontini                | 1871-1906                           |
| Rehabilitación por Alfonso XIII                              |                                                                |                                     |
| IX                                                           | Fausto Ruiz y Fernández de Córdoba                             | 1926-1938                           |
| X                                                            | Alfonso Ruiz Ramírez                                           | 1955-2000                           |

## Historia genealógica

### Señores de la Torre de las Sirgadas
Tuvieron casa principal en Jerez de los Caballeros; fueron regidores perpetuos de esta ciudad y patronos de la capilla mayor de la iglesia parroquial de Santa María de la Encarnación. También tuvieron casa en Valencia del Ventoso, todo en la actual provincia de Badajoz. Y el estado de la Torre de las sirgadas en el reino de Sevilla.
• Alfonso Pacheco Girón el Menor (n.c.1490), I señor de la Torre de las Sirgadas, caballero de la Orden de Cristo portuguesa. Casó dos veces: primera con María de Castro, y segunda con Beatriz de (Castro y) Noroña. De la segunda tuvo por hijos a
1. Pedro Portocarrerro, que sigue,
2. María Manuela Portocarrero, que tuvo por marido a Alonso Portocarrero, su primo carnal, III marqués de Villanueva del Fresno y XI señor de Moguer. Este señor volvió a casar con María de Morales; fue hermano de otro Pedro Portocarrero, II marqués de dicho título, a quien sucedió en 1557, e hijo de Juan Portocarrero, el I marqués de Villanueva, IX señor de Moguer y I de Barcarrota, comendador mayor de Castilla en la Orden de Santiago, y de María Osorio, su mujer, de los condes de Lemos. Tuvieron prole en que siguieron título y estados durante cuatro generaciones. Pero extinguida esta línea directa en 1640, la casa recayó en la descendencia del segundo matrimonio de Alonso.

• Pedro Portocarrero, II señor de la Torre de las Sirgadas, caballero de la Orden de Santiago (1564), alcaide y gobernador de La Goleta, que fue natural de Jerez de los Caballeros y murió cautivo en Túnez en 1574. Casó con Juana Portocarrero, su prima carnal, hermana del I marqués de Alcalá de la Alameda, hija de Garci López Portocarrero, señor de Alcalá de la Alameda y Chucena, comendador de la Puebla de Sancho Pérez en la Orden de Santiago (hermano del padre de Pedro), y de Ana de Cervatón, su mujer, baronesa de Antella en el reino de Valencia, natural de esta ciudad, dama de la reina Germana de Foix. Padres de
1. Alfonso Pacheco Portocarrero, que sigue,
2. Pedro Portocarrero,
3. Juan Pacheco,
4. Rodrigo Girón,
5. Beatriz Portocarrero, que casó con Garci Golfín de Figueiro, regidor de la ciudad de Cáceres. Fueron padres de
Pedro Golfín Portocarrero, marido de Leonor de Carvajal. Su hija
Juana Pacheco Golfín casó con Gonzalo de Ulloa y Chaves, VI señor del Castillejo, de quien tuvo por hijos a
  1. Álvaro Francisco de Ulloa y Pacheco, señor del Castillejo, caballero de Alcántara, con sucesión.
  2. Juana María de Ulloa y Golfín (1630-1696), natural de Cáceres, que fue la segunda mujer de Cristóbal José de Ovando y Ulloa, IV señor de Zamarrillas, natural y regidor perpetuo de Cáceres, con posteridad.[5]

En 1574 sucedió su hijo
• Alfonso Pacheco Portocarrero, III señor de la Torre de las Sirgadas, que fue vecino de Valencia del Ventoso y murió en Jerez de los Caballeros el 15 de enero de 1587, siendo enterrado en la capilla mayor de la parroquial de Santa María. Casó dos veces: primera con Ángela de Arellano, que finó en Moguer el 12 de enero de 1576 y fue enterrada en el monasterio de Santa Clara, y en segundas con Mariana de Céspedes, hija de Luis de Céspedes y Navarro y de Inés de Salcedo, su mujer. De la primera tuvo por primogénito a
1. Pedro Portocarrero, que sigue,

Y del segundo matrimonio nacieron:
2. Luis Pacheco, que seguirá como VI señor,
3. Fernando,
4. Juan Pacheco
5. y Teresa.

En 1587 sucedió su hijo del primer matrimonio
• Pedro Portocarrero, IV señor de la Torre de las Sirgadas, caballero de Santiago (1591), que murió sin descendencia.

Le sucedió su hermano consanguíneo
• Luis Pacheco, V señor de la Torre de las Sirgadas, que falleció en Jerez de los Caballeros el 13 de junio de 1631 y fue enterrado en Santa María. Casó con Magdalena de Mendoza, hija de Francisco de Mendoza, caballero de la Orden de Cristo, y de Juana de Mendoza y Abrantes, su mujer.

En 1631 sucedió su hijo
• Alfonso Antonio Pacheco Portocarrero y Mendoza (1612-1651), VI señor de la Torre de las Sirgadas, capitán de caballos corazas, natural y regidor perpetuo de la ciudad de Jerez de los Caballeros, alguacil mayor de la Inquisición de Llerena, que fue bautizado en la parroquial de Santa María el 17 de diciembre de 1612, murió en 1651 sirviendo a S.M. en la Guerra de Portugal y fue enterrado en la misma iglesia.
Casó en dicha Santa María el 25 de julio de 1632 con Isabel Fernández de Ocampo y Moriano (1618-1656), que nació en Villafranca de los Barros el 8 de febrero de 1618 y finó en Valencia del Ventoso en 1656. Padres de
1. Luis Pacheco Portocarrero y Ocampo, que fue el I marqués de la Torre de las Sirgadas,
2. y de Juana Portocarrero.

### Marqueses de la Torre de las Sirgadas

##### Primer marqués
• Luis Pacheco Portocarrero y Ocampo (1635-1705), I marqués de la Torre de las Sirgadas, caballero de la Orden de Santiago, que nació en Jerez de los Caballeros el 17 de octubre de 1635 y falleció el 4 de enero de 1705. En 1694 figura empadronado como hidalgo en dicha ciudad.
Casó en Jerez el 9 de mayo de 1666 con Teresa María de Vega Bazán y Cárdenas, hija de Fernando de Vega y Bustos, alférez mayor de la ciudad de Jerez de los Caballeros (1662), donde poseía el mayorazgo de Vega, y de Isabel de Vega Bazán y Cárdenas, su mujer y deuda, viii señora del Carbajo, dueña de las aduanas Badajoz. Tuvieron tres hijos:
1. Alfonso Dionisio Pacheco Portocarrero y Vega, que sigue,
2. Juan Pacheco Portocarrero y Vega, caballero de Santiago, mariscal de campo de los Reales Ejércitos, que no dejó descendencia.
3. E Isabel Pacheco, que casó con Miguel Ausano Carvajal, señor de la villa de Cardela, con prole en que siguió esta casa.

Segundo marqués
En 1705 sucedió su hijo
• Alfonso Dionisio Pacheco Portocarrero y Vega (-1731), II marqués de la Torre de las Sirgadas, que falleció el 2 de enero de 1731.
Casó con Isabel María de Vega Cárdenas y Silva, su prima carnal, señora de la villa y mayorazgo del Carbajo, poseedora de las aduanas y portazgos de la ciudad de Badajoz y del alferazgo de la de Jerez de los Caballeros.
Tercer marqués
En 1731 sucedió su hijo
• Luis Francisco Pacheco Portocarrero de Vega y Cárdenas (-1751), III marqués de la Torre de las Sirgadas, señor de la villa del Carbajo, poseedor de las aduanas de la ciudad de Badajoz y alférez mayor de la de Jerez de los Caballeros. Falleció el 22 de marzo de 1751.
Casó con María de la Cabeza de Córdoba y Lasso de la Vega, hija de Antonio Fernández de Córdoba y Lasso de la Vega y de Inés Ramírez de Haro y Losada, V condesa de Bornos. Tuvieron por hijas a
1. Isabel María Pacheco Portocarrero y Cárdenas, que sigue,
2. Inés María Pacheco Portocarrero,
3. Antonia Pacheco Portocarrero (1728-1773), natural de Jerez de los Caballeros, natural de Jerez de los Caballeros, que fue bautizada en San Miguel el 26 de enero de 1728 y falleció en Madrid, San Martín, el 27 de diciembre de 1773. Contrajo matrimonio en Madrid, San Andrés, el 24 de abril de 1763, velándose en San Martín el 6 de octubre, con Pedro de Alcántara Messía de Vargas Portocarrero (1728-1800), II conde de los Corbos, señor de Villamessía, alférez mayor de la ciudad de Mérida, natural de Madrid, que fue bautizado en San Martín el 11 de marzo de 1728 y finó en la misma villa el 8 de octubre de 1800, habiendo testado el 4 de octubre de 1794 ante Alfonso de Yébenes. Hijo de Pedro Baltasar Messía de Vargas Portocarrero, I conde de los Corbos, y de María Francisca de Cañas y Chacón, señora del Valle de Abdalajís. Sin sucesión. En la casa los Corbos sucedió su hermano Manuel Messía de Vargas Portocarrero.[6]
4. Y Mariana Pacheco Portocarrero, que casó con Ignacio José Fernández de Santillán, marqués de la Motilla, conde de Casa Alegre, y tampoco dejó posteridad.

Cuarta marquesa
En 1751 sucedió su hija
• María Isabel Josefa Pacheco Portocarrero y Cárdenas (1725-1782), IV marquesa de la Torre de las Sirgadas y VIII marquesa de Bacares, XVII condesa de la Puebla del Maestre, concesionaria de la grandeza de España agregada a esta casa condal. Nacida en 1725, falleció el 28 de julio de 1782.
Casó con Francisco de Paula Fernández de Córdoba y Lasso de la Vega, su primo carnal, IV marqués del Vado del Maestre.
Quinto marqués
En 1782 sucedió su hijo
• Francisco de Paula de Córdoba y Pacheco (1763-1819/24), V marqués de la Torre de las Sirgadas, IX marqués de Bacares, XVIII conde de la Puebla del Maestre, V marqués del Vado del Maestre.
Sexto marqués
Por fallecimiento del anterior, ocurrido antes de 1825 y real carta de 8 de febrero de 1850, sucedió su hijo
• Francisco de Paula Fernández de Córdoba y Fernández de Córdoba (1785-1858), VI marqués de la Torre de las Sirgadas, X  marqués de Bacares, XIX conde de la Puebla del Maestre, VI marqués del Vado del Maestre. Le sucedió su hijo:
Séptimo marqués
Por distribución y real carta de 1859, sucedió su hijo segundo:
• Fausto Fernández de Córdoba y Vera de Aragón (1820-1869), VII marqués de la Torre de las Sirgadas.
Casó en Madrid el 21 de junio de 1860 con María Isabel Frontini y Brouner, que falleció en Madrid el 22 de abril de 1890.
Octava marquesa
Por real carta de 12 de agosto de 1871, sucedió su hija
• María del Pilar Fernández de Córdoba y Frontini (1858-1906), VIII marquesa de la Torre de las Sirgadas. Nació el 13 de octubre de 1858 en Madrid, donde falleció el 6 de enero de 1906.
Casó en Madrid el 7 de enero de 1878 con Gabriel Ruiz del Casal (1840-1899), natural de Corcubión, que finó en Madrid el 14 de abril de 1899. Fueron sus hijos:
1. Fausto Ruiz y Fernández de Córdoba, que sigue,
2. María del Pilar Ruiz y Fernández de Córdoba,
3. José Ruiz y Fernández de Córdoba
4. e Isabel Ruiz y Fernández de Córdoba.

Noveno marqués
Por rehabilitación y real carta de 14 de septiembre de 1926, sucedió su hijo
• Fausto Ruiz y Fernández de Córdoba (c.1882-1938), IX marqués de la Torre de las Sirgadas, que falleció en Madrid el 6 de febrero de 1938.
Casó con Laura Ramírez Coxisos, y fueron padres de
1. Alfonso Ruiz Ramírez, que sigue,
2. Fausto Ruiz Ramírez,
3. Alberto Ruiz Ramírez,
4. Victoriano Ruiz Ramírez
5. y María del Pilar Ruiz Ramírez.

Décimo marqués
Por carta de 8 de julio de 1955, sucedió su hijo
• Alfonso Ruiz Ramírez, X marqués de Torre de las Sirgadas, fallecido en 2000.

## Solicitud de rehabilitación
En 2010, Victoriano María Ruiz Peris solicitó a S.M. la rehabilitación a su favor del título de marqués de la Torre de las Sirgadas, que vacaba por fallecimiento del último titular, Alfonso Ruiz Ramírez. Lo que fue anunciado mediante edictos publicados en el BOE en dicho año y en 2014.

## Armas
Los marqueses de las Sirgadas traen por armas las de Pacheco: «En campo de plata, dos calderas de oro jironadas de gules, [gringoladas] con dos cabezas de sierpe de sinople a cada lado. Bordura de plata con ocho escudos de las quinas de Portugal».